# تپلک زیردم‌حنایی
تپلک زیردم‌حنایی (نام علمی: Scytalopus femoralis) گونه‌ای پرنده از تیرهٔ تپلکان و بومی پرو است.